# .jobs
De domeinnaam .jobs is een topleveldomein op het internet. De domeinnaam geeft meteen het doel van de registratie aan, namelijk een domein voor vacaturesites en sites waarop bedrijven hun vacatures aanbieden.